# Nine Antico
Nine Antico, és un il·lustradora, autora de còmics, guionista i directora de cinema França .

## Biografia
Nascuda el 23 de setembre de 1981 a Seine-Saint-Denis, Nine Antico (nom real Virginie) suspèn les proves d'accés a les escoles d'art i treballs en el sector audiovisual. Però apassionada per la música i el dibuix, es va convertir en dissenyadora d'indie rock i va crear per primera vegada el seu propi fanzine Rock This Way. Col·labora o ha col·laborat amb  Discobabel, Minimum Rock'n'Roll, Nova Magazine, Trax, Rendez-Vous Magazine, Jhon Magazine, NeverEnding, Double i Muteen. També va crear il·lustracions per a la col·lecció tardor/hivern de Céline Collard el 2007, i va participar en les exposicions Art's Factory Winter Show el 2007 i agnès b. Border Line el 2005.
El 2008, abans d'escollir una carrera "seriosa", va publicar el còmic "Le Goût du paradis" que va ser un èxit. Des de llavors, ha escrit nombroses publicacions de còmics o novel·les gràfiques. És l'única autora que té dos àlbums a la selecció oficial del festival d'Angoulême 2011.
El 2013, va dirigir el curtmetratge Tonite, protagonitzat per l'actriu Sophie-Marie Larrouy. És una adaptació d'un dels seus còmics homònims.
Va escriure el guió de Il était 2 fois Arthur, amb dibuixos de Grégoire Carlé i publicat el 2019, sobre les carreres de Jack Johnson i [[Arthur] Cravan]].
El 2020, va dirigir el seu primer llargmetratge, Playlist, una comèdia en blanc i negre amb Sara Forestier, estrenada el 2021. També és autora dels dibuixos de l'heroïna Raf a la pel·lícula La Fracture de Catherine Corsini.
El 2024, el seu àlbum Madones et Putains va estar a la secció oficial del Festival del Còmic d'Angulema. El mateix any, va fer la seva pròpia exposició a l'Hôtel Saint-Simon i signa un dels cartells de l'edició oficial del festival.

## Publicacions

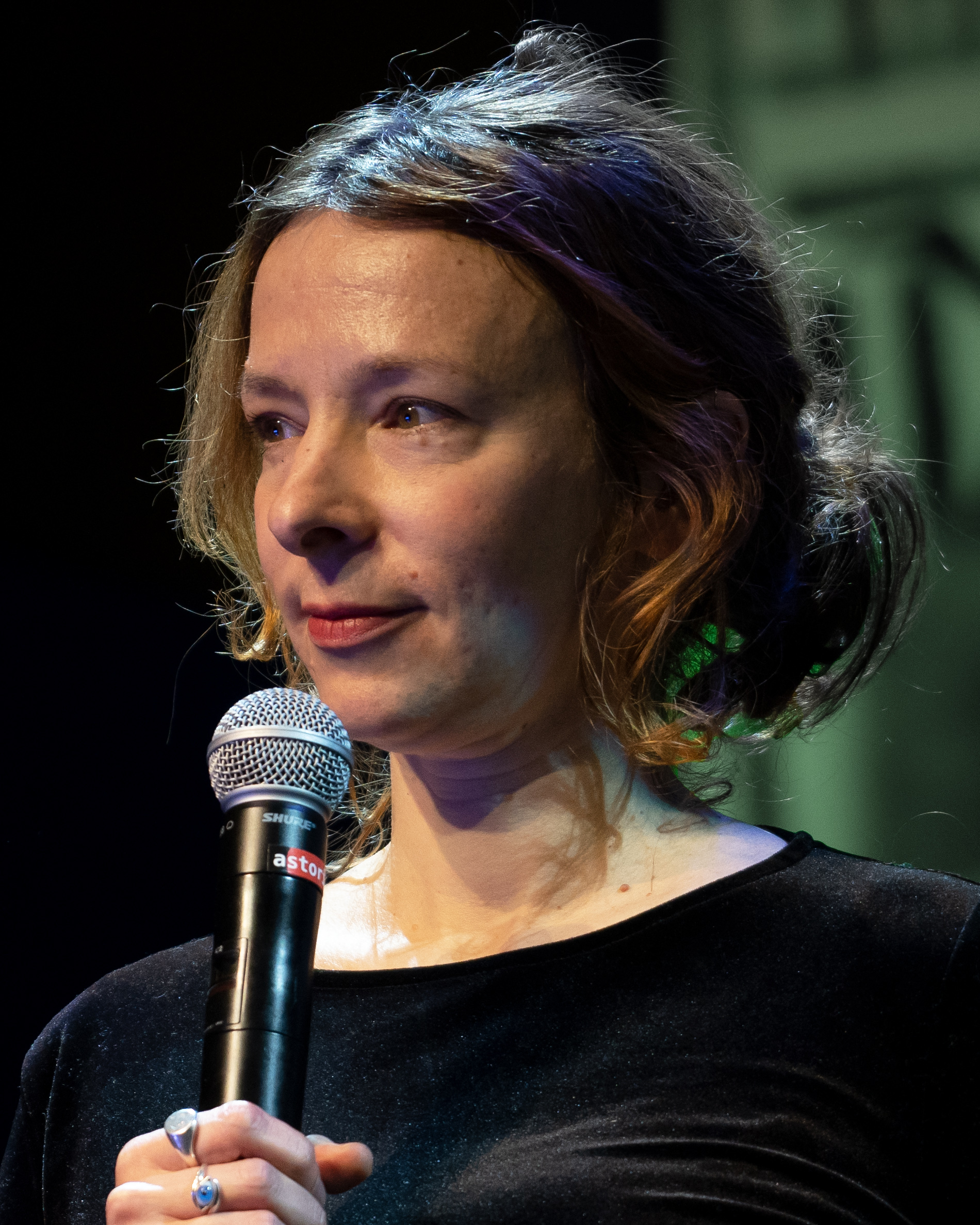
Nine Antico va ser membre del jurat al Festival dle Còmic d'Angulema de 2023.

- Le Goût du paradis, Éd. Ego Comme X, 2008, ISBN 2-910946-66-5
- Coney Island Baby, Éd. L'Association, 2010 ISBN 978-2-84414-393-8[13] (Selecció oficial del Festival d'Angulema 2011)[6]
- Girls Don't Cry, Éd. Glénat, 2010 ISBN 978-2-72347-381-1 (Selecció oficial del Festival d'Angulema 2011)[6]
- Tonight, Éd. Glénat, coll. 1000 Feuilles, 2012 ISBN 978-2-7234-8346-9
- I love Alice, Éd. Les Requins Marteaux, coll. BD-Cul, 2012 ISBN 978-2-84961-133-3
- Autel California : Face A- Treat me nice, L'Association, coll. Ciboulette, 2014 ISBN 978-2-84414-522-2
- Autel California : Face B- Blue Moon, L'Association, coll. Ciboulette, 2016 ISBN 978-2-84414-630-4
- America, Glénat, coll. 1000 Feuilles, 2017 ISBN 978-2344016992
- Il était deux fois Arthur (guió), amb Grégoire Carlé (dibuix), Dupuis, coll. Aire libre, 2019 ISBN 979-1-03-473127-5
- Madones et putains, Dupuis, coll. Aire libre, 144 pages, janvier 2023 ISBN 979-1-03-475874-6

## Filmografia
- 2013 : Tonite (curtmetratge)
- 2021 : Playlist